# Вавилон-5: Река душ
«Река душ» (англ. Babylon 5: The River of Souls) — телевизионный фильм — спин-офф научно-фантастического сериала «Вавилон-5». Фильм снимался в 1998 году в США, и является каноническим продолжением вселенной основного сериала. Время действия — 2263 год — первый год после окончания основного действия в сериале.

## Сюжет
Космоархеолог Роберт Брайсон находит склад расы охотников за душами и похищает оттуда артефакт. Эту светящуюся сферу он привозит на «Вавилон-5», где пытается презентовать Майклу Гарибальди (к тому времени — президенту крупной корпорации на Марсе) с целью получения средств для проекта по достижению бессмертия. Однако в поисках артефакта на станцию прилетает охотник за душами, который сообщает Майклу и Элизабет Локли то, что шар содержит миллиарды душ погибшей цивилизации планеты Ралга. Теперь умершие горят желанием вырваться на волю, и его задача — остановить этот процесс любой ценой.
В результате аварии Элизабет Локли попадает в мир ушедшей расы, где встречается с её представителем. Тот сообщает капитану, что инопланетяне на самом деле не умирали, а эволюционировали — они должны были перейти на уровень существования в виде чистой энергии. Когда Локли возвращается в реальность, выясняется, что станция окружена кораблями охотников за душами. Однако ей удаётся привлечь на свою сторону первого охотника, который обещает поговорить с другими членами ордена.
В свою очередь ралгиане с целью мести пытаются взорвать реактор станции, что должно уничтожить все корабли вокруг станции. Тогда первый охотник решает принести себя в жертву искупления за деяния своих собратьев, при этом обещая, что души всё-таки будут освобождены. Своей смертью он предотвращает катастрофу.

## В ролях
| Актёр           | Роль              |
| --------------- | ----------------- |
| Джерри Дойл     | Майкл Гарибальди  |
| Трейси Скоггинс | Элизабет Локли    |
| Джефф Конавей   | Зак Аллан         |
| Мартин Шин      | Охотник за душами |
| Иэн Макшейн     | Роберт Брайсон    |
| Ричард Биггс    | Стивен Франклин   |
| Джоэл Брукс     | Джейкоб Мэйхью    |
| Джошуа Кокс     | Дэвид Корвин      |
| Стюарт Пэнкин   | Джеймс Райли      |
| Вейн Александр  | Первая душа       |
| Рэй Проскиа     | Клаус             |
| Боб Амарал      | Клиент            |